# Erotilídeos

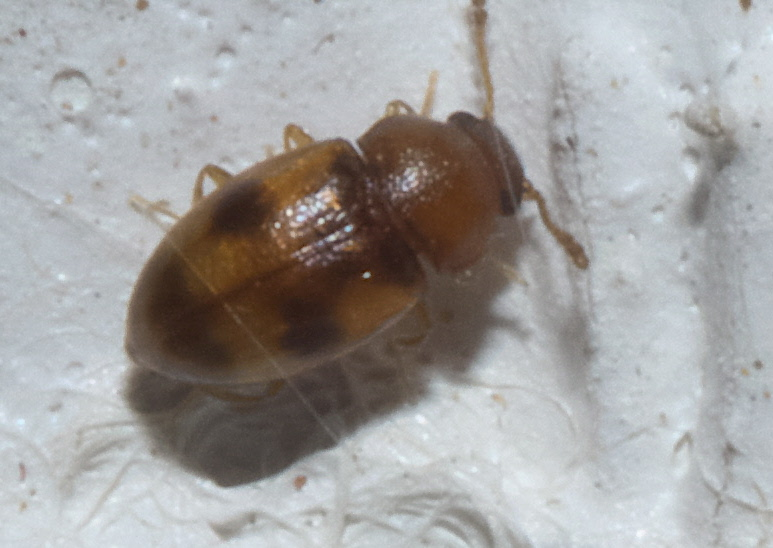
Toramus pulchellus

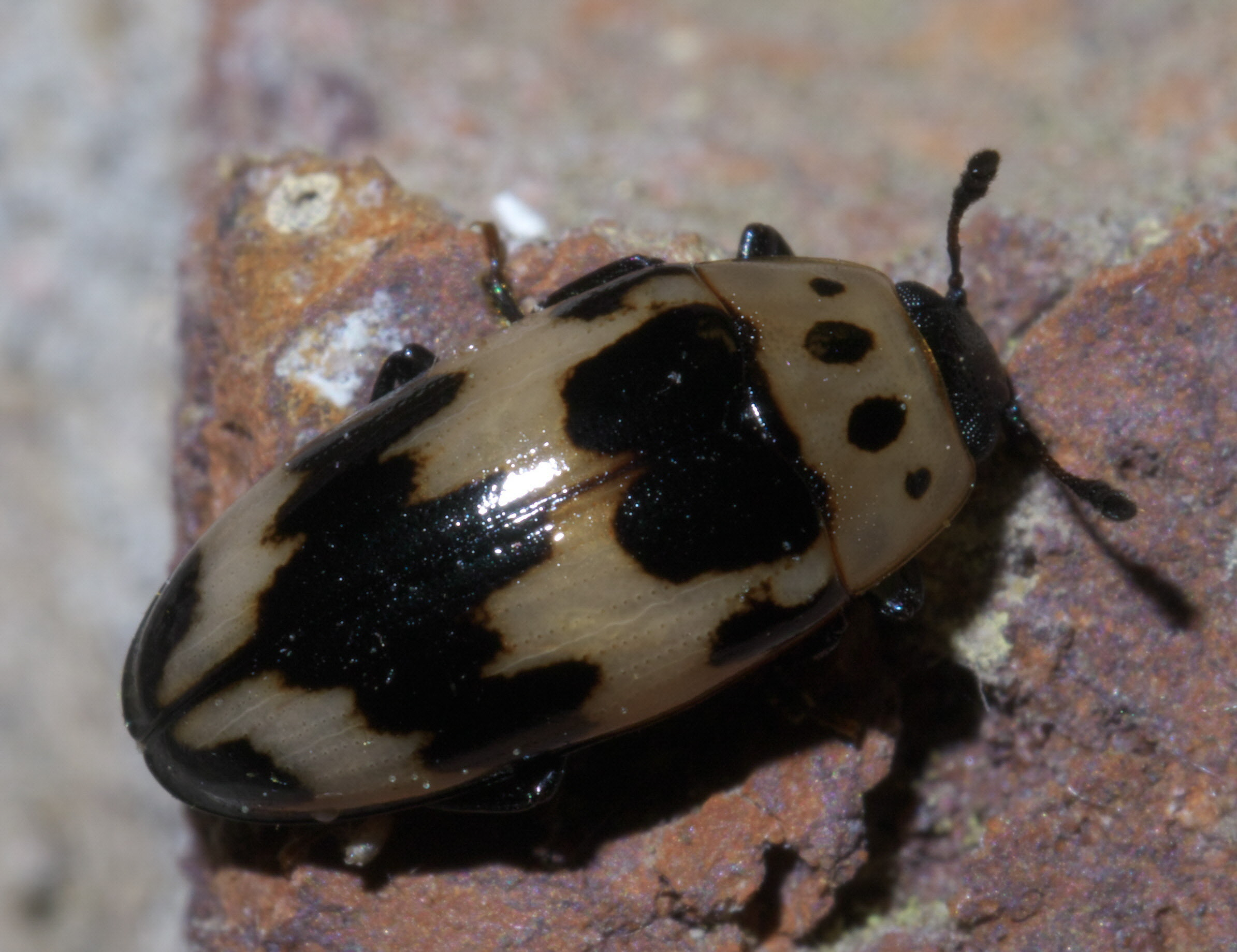
Ischyrus quadripunctatus

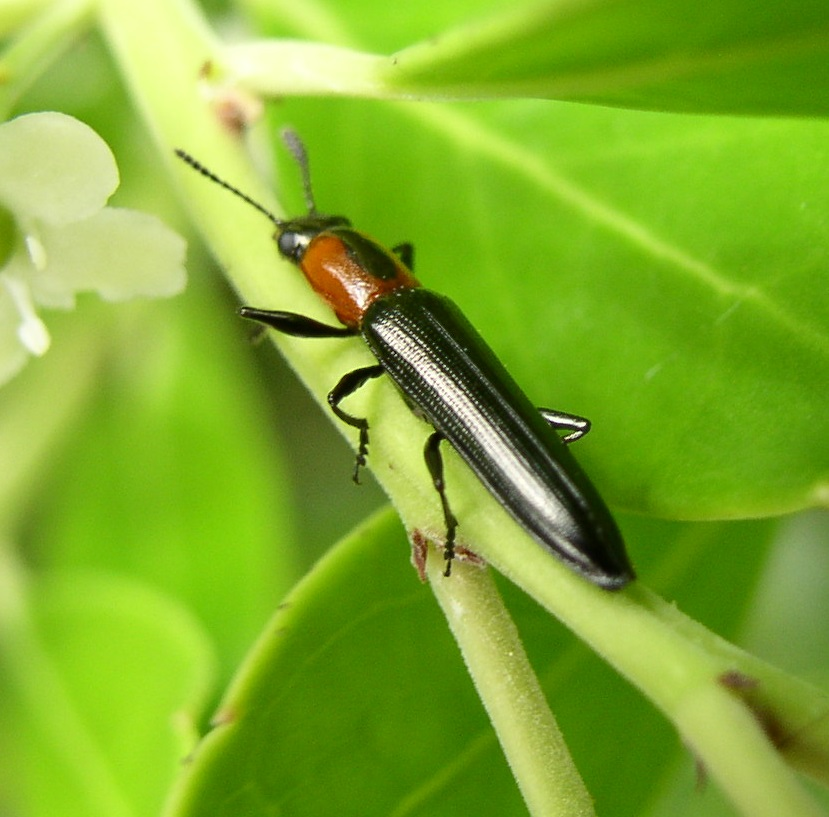
Acropteroxys gracilis (tribo Languriini)

Erotilídeos (Erotylidae) é uma família de coleópteros que contém mais de 100 géneros. Na actual circunscrição, inclui as anteriormente independentes famílias Cryptophilidae, Languriidae, Loberidae, Pharaxonothidae e Xenoscelidae como subfamílias. Por outras palavras, a estreitamente circunscrita Erotylidae corresponde à subfamília Erotylinae em sensu lato.
Alimentam-se de matéria vegetal e fúngica. Alguns são importantes polinizadores, enquanto que outros ganharam notoriedade como pragas de alguma significância. Por vezes, espécies úteis e prejudiciais são encontradas num único género, como por exemplo em Pharaxonotha. Mas a maioria são animais inofensivos de pequena significância para os humanos.

## Géneros seleccionados
These 160 genera belong to the family Erotylidae:
- Acropteroxys Gorham, 1887 i c g b
- Acryptophagus
- Aegithus Fabricius, 1801 g
- Amblyopus Lacordaire, 1842 g
- Amblyscelis Gorham, 1888
- Anadastus Gorham, 1887 g
- Apolybas Alvarenga, 1965 g
- Atomarops Reitter
- Aulacochilus Lacordaire, 1842
- Bacis Dejean, 1836 g
- Barytopus Chevrolat, 1836 g
- Bolerus Grouvelle
- Brachypterosa Zablotny & Leschen, 1996
- Brachysphaenus
- Caenolanguria Gorham, 1887 g
- Callischyrus
- Camptocarpus
- Cathartocryptus Sharp, 1886 i c g
- Chinophagus Ljubarsky, 1997
- Cladoxena Motschulsky
- Cnecosa
- Coccimorphus Hope, 1841
- Coelocryptus Sharp, 1900
- Combocerus Bedel, 1868 g
- Coptengis Crotch, 1876
- Crotchia Fowler
- Crowsenguptus
- Cryptodacne Sharp, 1878 g
- Cryptophilus Reitter, 1874 i c g b
- Cycadophila Xu, Tang & Skelley, 2015 g
- Cypherotylus Crotch, 1873
- Cyrtomorphus Lacordaire, 1842 g
- Cytorea
- Dacne Latrielle, 1796
- Dactylotritoma Arrow, 1925 g
- Dapsa
- Dasydactylus Gorham, 1887 i c g b
- Doubledaya White, 1850 g
- Ectrapezidera
- Ellipticus Chevrolat, 1836 g
- Empocryptus Sharp
- Encaustes Lacordaire, 1842 g
- Epilanguria Fowler, 1908 g
- Episcapha Dejean, 1837
- Episcaphula Crotch
- Erotylina Curran, 1944 g
- Erotylus Fabricius, 1775
- Eutriplax Lewis, 1887
- Fitoa
- Goniolanguria
- Haematochiton Gorham, 1888 i c g b
- Hapalips Reitter, 1877 i c g b
- Henoticonus Reitter, 1878
- Hirsotriplax
- Hirsutotriplax Skelley, 1993 i c g b
- Homoeotelus Hope, 1841
- Hoplepiscapha Lea, 1922
- Hornerotylus g
- Iphiclus Chevrolat, 1836 g
- Ischyrus Lacordaire, 1842 i c g b
- Languria Latreille, 1802 i c g b
- Languriomorpha
- Langurites Motschulsky, 1860 i c g b
- Lepidotoramus Leschen, 1997 i c g
- Leucohimatium Rosenhauer, 1856
- Ligurana Chûjô, 1974 g
- Linodesmus  Bedel, 1882
- Loberogosmus Reitter
- Loberolus
- Loberonotha Sen Gupta and Crowson, 1969 i c g
- Loberopsyllus
- Loberoschema Reitter
- Loberus LeConte, 1861 i c g b
- Lobosternum Reitter, 1875 i c g
- Lybanodes
- Lybas Lacordaire, 1842 g
- Macromelea Hope
- Macrophagus Motschulsky
- Malleolanguria
- Megalodacne Crotch, 1873 i c g b
- Megischyrus Crotch, 1873 g
- Meristobelus
- Micrencaustes Crotch, 1875 g
- Microlanguria Lewis
- Microsternus Lewis, 1887 i c g b
- Mimodacne
- Mycetaea Stephens, 1829
- Mycolybas Crotch, 1876
- Mycophtorus Lacordaire, 1842 g
- Mycotretus Lacordaire, 1842 i c g b
- Neocladoxena Maeda, 1974 g
- Neodacne Chûjô, 1976 g
- Neoloberolus Leschen, 2003 i c g
- Neopriotelus Alvarenga, 1965 g
- Neosternus Dai & Zhao, 2013 g
- Neotriplax
- Neoxestus Crotch, 1875 g
- Nomotus
- Oligocorynus Chevrolat, 1836 g
- Oretylus Heller, 1920 g
- Ortholanguria
- Othniocryptus Sharp, 1900
- Pachylanguria Crotch, 1875 g
- Paederolanguria Mader, 1939 g
- Paphezia Zablotny & Leschen, 1996
- Paracladoxena Fowler
- Paraxonotha g
- Pediacus
- Penolanguria Kolbe
- Pharaxonotha Reitter, 1875 i c g b
- Phricobacis Crotch, 1876 g
- Platoberus Sharp
- Prepopharus Erichson, 1847 g
- Promecolanguria
- Protoloberus Leschen, 2003 i c g
- Pselaphacus Percheron, 1835 g
- Pselaphandra Jacobson, 1904
- Pseudhapalips Champion
- Pseudhenoticus Sharp
- Pseudischyrus Casey, 1916 i c g b
- Pseudotritoma Gorham, 1888 g
- Rhodotritoma Arrow, 1925 g
- Scaphengis Gorham, 1888 g
- Scaphidomorphus Hope, 1841 g
- Scaphodacne Heller, 1918
- Scelidopetalon Delkeskamp, 1957 g
- Setariola Jakobson, 1915 g
- Sphenoxus Lacordaire, 1842 g
- Spondotriplax Crotch, 1875 g
- Stengita
- Stenodina
- Strongylosomus Chevrolat, 1836 g
- Tapinotarsus Kirsch, 1865 g
- Telmatoscius* Teretilanguria
- Tetralanguria Crotch, 1875 g
- Tetraphala g
- Tetratritoma Arrow, 1925 g
- Thallis
- Thallisella Crotch
- Thallisellodes Arrow, 1925 g
- Tomarops Grouvelle, 1903
- Toramus Grouvelle, 1916 i c g b
- Trapezidera
- Trapezidistes Fowler, 1887 g
- Trichotritoma
- Trichulus
- Triplacidea Gorham, 1901
- Triplax Herbst, 1793 i c g b
- Tritoma Fabricius, 1775 i c g b
- Truquiella b
- Typocephalus Chevrolat, 1837 g
- Xenocryptus Arrow, 1929
- Xenohimatium Lyubarsky & Perkovsky, 2012 g
- Xenoscelinus Grouvelle, 1910 g
- Xenoscelis Wollaston, 1864 g
- Xestus Wollaston, 1864 g
- Zavaljus Reitter, 1880 g* Acropteroxys Gorham, 1887
- Zonarius (= Oligocorynus)
- Zythonia Westwood, 1874

Fontes de dados: i = ITIS, c = Catalogue of Life, g = GBIF, b = Bugguide.net